# Ahmet Çalık
Ahmet Yılmaz Çalık (26. února 1994 – 11. ledna 2022) byl turecký profesionální fotbalista, který hrál jako střední obránce za Gençlerbirliği, Galatasaray, Konyaspor a tureckou reprezentaci.

## Klubová kariéra

### Genclerbirligi
Ahmet začínal závodně s fotbalem v roce 2004 v mládežnické části klubu Gençlerbirliği, a v témže týmu započal v létě 2011 svou profesionální kariéru. Přestože absolvoval přípravné kempy A týmu, svou první sezónu působil v týmu A2 Gençlerbirliği, tedy „béčku“ tohoto týmu. Přece jen ale ve své první profi sezóně oblékl dres „áčka“ Gençlerbirliğ, a to 3× v Tureckém poháru. Vůbec poprvé oblékl týmový dres v Süper Lig (turecké lize) 21. dubna 2013, v zápase proti Fenerbahçe, v druhé polovině sezóny 2012/13. I když to měl být jen chvilkový záskok Ante Kulušiće a Debatika Curriho, kteří byli zranění, tak svým výkonem ve středu obrany tomto utkání, kde jeho tým překvapivě zdolal giganta 2:0, tak zaujal, že mu dal tehdejší trenér Gençlerbirliği Fuat Çapa příležitost upevnit svoje místo v základní sestavě v dalších 2 ligových zápasech. Tuto šanci Ahmet přijal a hned v druhém utkání se stal mužem zápasu i přesto, že jeho tým neobhájil jak vítězství z minulého zápasu, tak ani zisk bodů. Ovšem jen díky němu nepadlo jeho mužstvo ještě vyšším rozdílem. V zápase proti Trabzonsporu totiž udělal 30 zákroků a 40krát zastavil soupeřův útok. V tomto zápase, jenž Gençlerbirliği prohrál 2:0, udělal 57 úspěšných přihrávek. V dalším zápase s Kasimpasou už jeho tým opět díky jeho zásluze neinkasoval, ale přesto nevyhrál.
Na poslední 2 zápasy ročníku se sice vrátily do základní jedenáctky obranné stálice, ovšem další sezónu už se jí stal Ahmet. Odehrál 30 zápasů ze 34 a ve stabilních výkonech pokračoval až do jeho přestupu. Za zmínku stojí i fakt, že v sezóně 2015/2016 působil jako kapitán.

### Galatasaray
V lednu 2017 přestoupil do Galatasaraye, kde podepsal smlouvu na čtyři a půl roku. Cena přestupu se pohybovala kolem dvou a půl milionu eur tedy cca 60 milionů korun. V první kompletní sezóně za Galatasaray Çalık nastoupil do 11 zápasů a vstřelil dva góly.V sezóně 2017/18 se stal tureckým mistrem
V Galatasarayi se ovšem nikdy neprosadil a jelikož ho Galatasaray nedokázal prodat, ukončil své působení v slavném klubu sám. V říjnu 2020 se vykoupil ze smlouvy zaplacením 1,1 milionu Liry, což je přibližně 1,7 milionů korun.

### Konyaspor
4. října 2020 podepsal dvouletou smlouvu s Konyasporem. Do své smrti odehrál 51 zápasů za Konyaspor a zaznamenal 1 gól a 1 asistenci.

## Reprezentační kariéra
Çalık reprezentoval Turecko na Mistrovství Evropy ve fotbale hráčů do 19 let 2013 a na domácím Mistrovství světa ve fotbale hráčů do 20 let ve stejném roce. 6. listopadu 2015 byl Çalık vybrán do přátelských zápasů proti Kataru a Řecku. Debutoval při remíze 0:0 s druhým jmenovaným. Byl součástí tureckého týmu pro Mistrovství Evropy 2016, ale nakonec si na něm ani nezahrál.
Svůj první a poslední reprezentační gól ve věkově neomezeném výběru vstřelil ve svém posledním reprezentačním zápase. V přátelském utkání v březnu 2017 při vítězství 3:1 nad Moldavskem.